# Trumbull (Connecticut)
Trumbull es un pueblo ubicado en el condado de Fairfield en el estado estadounidense de Connecticut. En el año 2008 tenía una población de 37.134 habitantes y una densidad poblacional de 615 personas por km².

## Geografía
Trumbull se encuentra ubicada en las coordenadas 41°13′59″N 73°13′6″O / 41.23306, -73.21833.

## Demografía
Según la Oficina del Censo en 2000 los ingresos medios por hogar en la localidad eran de $103,082, y los ingresos medios por familia eran $115,686 (en 2008). Los hombres tenían unos ingresos medios de $62,201 frente a los $41,384 para las mujeres. La renta per cápita para la localidad era de $34,931. Alrededor del 2.3% de la población estaban por debajo del umbral de pobreza.